# Chesias pseudanaitis
Chesias pseudanaitis är en fjärilsart som beskrevs av Heydemann 1933. Chesias pseudanaitis ingår i släktet Chesias och familjen mätare. Inga underarter finns listade i Catalogue of Life.